# 弗朗什维尔 (默尔特-摩泽尔省)
弗朗什维尔（法語：Francheville，法語發音：[fʁɑ̃ʃvil] ⓘ）是法国默尔特-摩泽尔省的一个市镇，位于该省西南部，属于图勒区。

## 地理
弗朗什维尔（48°44'18"N, 5°55'53"E）面积10.94 平方千米，位于法国大東部大區默尔特-摩泽尔省，该省份为法国东北部内陆省份，是洛林的一部分，北邻比利时、卢森堡，北起顺时针与摩泽尔省、下莱茵省、孚日省和默兹省接壤。
与弗朗什维尔接壤的市镇（或旧市镇、城区）包括：昂迪伊、阿夫兰维尔、布夫龙、雅永、瓦夫尔地区马农库尔、图勒、维莱圣艾蒂安。

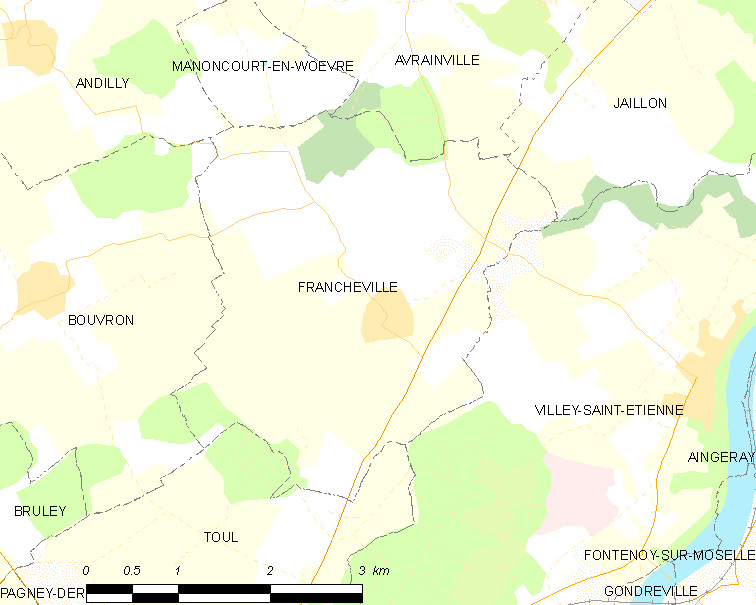
的OSM定位图

弗朗什维尔的时区为UTC+01:00、UTC+02:00（夏令时）。

## 行政
弗朗什维尔的邮政编码为54200，INSEE市镇编码为54208。

## 政治
弗朗什维尔所属的省级选区为北图卢瓦县。

## 人口

1962-2008年间人口变化图示

弗朗什维尔于2022年1月1日时的人口数量为295人。